# Caleschara junctifera
Caleschara junctifera är en mossdjursart som beskrevs av Canu och Bassler 1929. Caleschara junctifera ingår i släktet Caleschara och familjen Calescharidae. Inga underarter finns listade i Catalogue of Life.